# كيث روبنسون (لاعب اتحاد الرغبي)
كيث روبنسون (بالإنجليزية: Keith Robinson)‏ هو لاعب اتحاد الرغبي نيوزيلندي، ولد في 14 ديسمبر 1976 في Te Aroha ‏ في نيوزيلندا.

## وصلات خارجية
- كيث روبنسون عل موقع إسبنسكروم (الإنجليزية)
- كيث روبنسون على موقع ItsRugby.co.uk (الإنجليزية)